# Norlan
Norlan er et album fra 1989 og Allan Olsens første plade.

## Numre
1. "Rimmerby Strand" [4:07]
2. "Norlan" [3:06]
3. "Op til Alaska" [5:49]
4. "Mergelgraven" [4:40]
5. "Jamie Lomax fra West Tennessee" [5:38]
6. "Turki Tonki" [4:55]
7. "Kamma" [5:40]
8. "49" [4:45]
9. "Det grøøn' græs" [4:10]